# بنی عمران (الجزایر)
بنی عمران (الجزایر) (به عربی: بنی عمران) یک شهرداری در الجزایر است که در استان بومرداس واقع شده‌است. بنی عمران ۲۳٬۶۲۱ نفر جمعیت دارد.